# Сливенски мост
Сливенски мост (на гръцки: Γεφύρι Κορομηλιάς) е запазен каменен мост, разположен край костурското село Сливени (Коромилия), Гърция.
Мостът е образец за техническата конструкция на мостовете от XIX век. Той е важен модел за архитектурните решения в строителството на мостове през османското управление. Според гравиран надпис от югозападната страна на моста, на изток от ключовия камък, той е построен в 1865 година. Издигнат е от френски строители на служба в Османската империя. За строежа е използван материал от по-стар мост, който се е намирал на същото място.
Мостът е единична арка с дължина 26 m, ширина 2,80 m, височина 7 m и отвор на дъгата 16 m. Клиновидните камъни, които образуват арката, са черни плочи от шисти и само ключовият и гравираният камък се открояват с бялата повърхност на варовика.
В 2006 година мостът е обявен за защитен паметник.